# Ingmar Englund

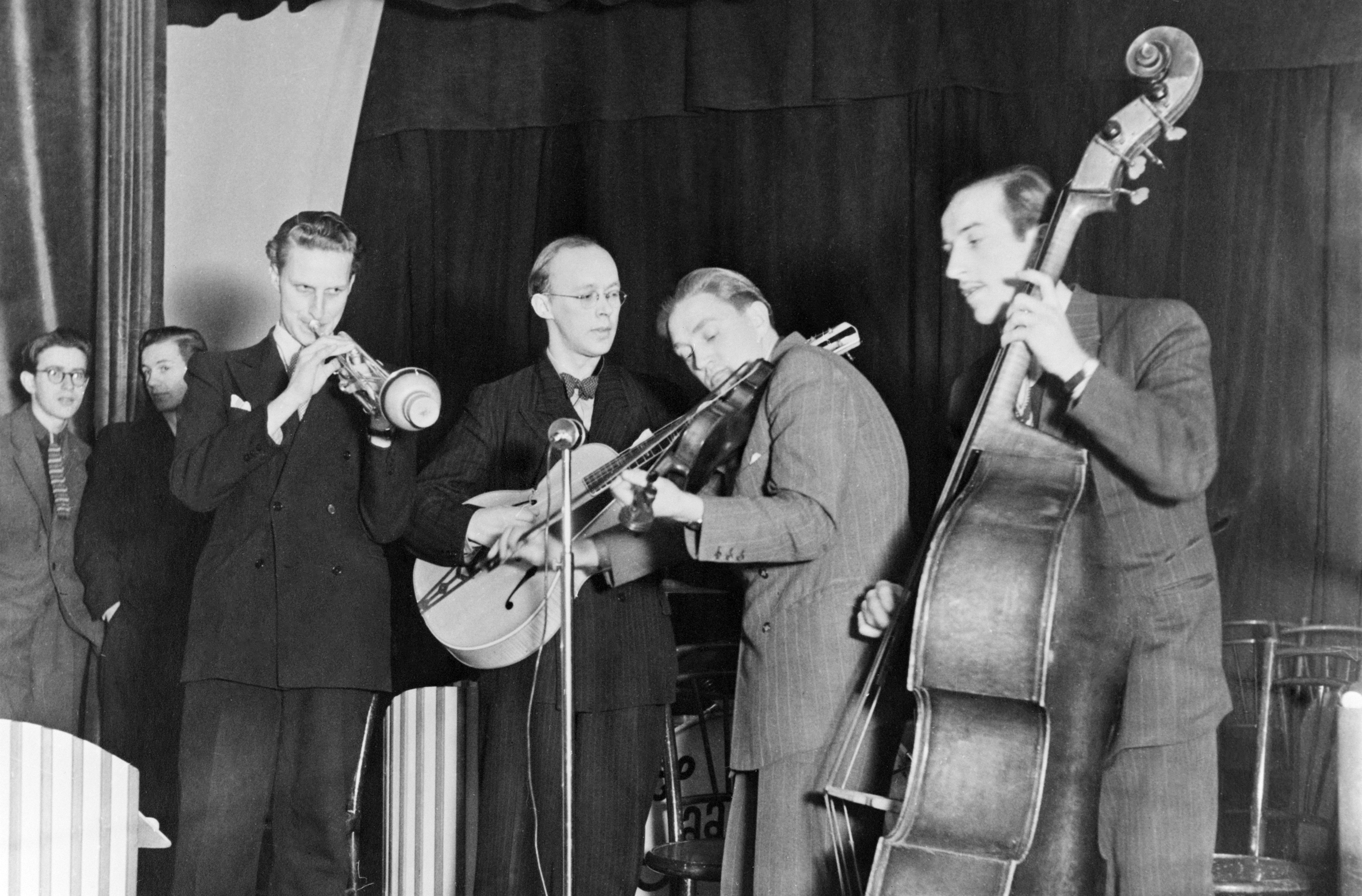
La banda de Ingmar Englund en 1944 en la Balderin sali de Helsinki: Olle Andersson (trompeta), Ingmar Englund (guitarra), Onni Gideon (violín), Erik Lindström (bajo)

Ingmar Englund (7 de octubre de 1920 - 5 de  agosto de 1978) fue un guitarrista, banjoista y director de orquesta finlandés.

## Biografía
Nacido en Helsinki, Finlandia, en sus inicios tocó en la orquesta de una escuela de Oulunkylä a finales de los años 1930. En esa época tocó con Pauli Granfelt, entre otros músicos. Durante la Guerra de invierno, guitarristas finlandeses como Englund debían ceñirse a tocar en restaurantes. En 1942, durante la Guerra de continuación, Englund y una orquesta dirigida por George de Godzinsky, en la que actuaba Matti Jurva, grabó el tema Ihmeellinen swing 1942. Tocó también con Alice Babs, durante la gira de la cantante sueca por Finlandia en 1943. Mediada la década de 1940, Englund formó parte de una orquesta en la cual actuaban, entre otros, Erik Lindström y Jaakko Furman. Dicha orquesta realizó varias grabaciones junto a Mauno Maunola, Henry Theel y Harry Bergström.
En la década de 1950, Englund colaboró con el acordeonista Matti Viljanen y el violinista Per-Erik Förars, entre otros, y a finales de la misma hizo sus primeras grabaciones en solitario, siendo una de las de mayor fama ”Säkkijärven polkka”. En 1958 participó en el programa radiofónico de Asser Fagerström Kankkulan kaivolla, formando parte de la orquesta del show. Al siguiente año la orquesta formó el grupo Humppa-Veikot, en el cual Englund tocó con Kullervo Linna. El músico permaneció como miembro del grupo, tocando el banjo y la guitarra, hasta su muerte. En total, a lo largo de su carrera, participó en más de 300 grabaciones discográficas.
Ingmar Englund falleció en Helsinki en el año 1978.